# ائوین مک‌نامی
ائوین مک‌نامی (Eoin McNamee) (متولد ۱۹۱۴ – ۹ اوت ۱۹۸۶)، جمهوری‌خواه ایرلندی و رئیس ستاد پیشین ارتش جمهوری‌خواه ایرلند بود.

## پس‌زمینه
مک‌نامی به عنوان فردی که در «کوه‌های سپرین» شهر تایرون و لاندندری بزرگ شده‌است، توصیف می‌شود. او تعلیم و تربیت رسمی را به‌صورت کم‌تر فرا گرفت. او «یک مرد دانشمند، زیرک، عاقل و با درک درستی بود و باور داشت که تلاش با موفقیت انقلابی، جنگیدن در تمامی سطوح از جمله سیاسی و تحریک‌برانگیز است. ولی کاملاً معتقد به این دیدگاه بود که مبارزه مسلحانه لبه‌ای تیز یا نیزه تلاش و کلید موفقیت است». مک‌نامی یک فرد خجالت‌رو و غالباً خاموش بود که از بودن در محضر عام دوری می‌جست و همیشه در عقب صحنه کار می‌کرد. پیرس کیلی از مک‌نامی این‌گونه توصیف کرده‌است: «او مرد مستحکم و فناء ناپذیر به نظر می‌رسید که همانند سنگ سخت و استوار است».

## ارتش جمهوری‌خواه ایرلند
مک‌نامی قبل از مهاجرت به لندن، در سال ۱۹۳۲ در گرینکسل، شهر تارون به ارتش جمهوری‌خواه ایرلند پیوست. مک‌نامی با استفاده از دوچرخه سفرهای طولانی را در جاده‌های باریک و کوهستانی تایرون و دنیگال انجام داد که منجر به جذب تعداد زیادی افراد در ارتش جمهوری‌خواه ایرلند شد. او در کنگره جمهوری‌خواه شرکت کرد و با جناح چپ تندرو در ایرلند تلاش نمود یک حزب سیاسی را تشکل دهند که روابط خوبی با ارتش جمهوری‌خواه ایرلند داشته باشد. در همین حال، کنگره جمهوری‌خواه میان این‌که اهداف میانه‌رو جمهوری داشته باشند یا دیدگاه آشکارای کمونیستی، به دو دسته تقسیم شدند.
او میان سال‌های ۱۹۳۷ و ۱۹۳۹ در انگلستان می‌زیست و هنوز به عنوان «افسر اطلاعات» برای ارتش جمهوری‌خواه ایرلند کار می‌کرد. مک‌نامی در ماه مارس و آوریل ۱۹۳۸ در کنوانسیون‌های ارتش جمهوری‌خواه ایرلند در این کشور شرکت کرد و در رأی دهی برای رئیس ستاد جدید، سخن‌گوی گروه شین راسل بود. در جریان این مدت که او در کنار سایر اعضای ارتش جمهوری‌خواه ایرلند در انگلستان فعالیت می‌کرد از سوی سیموس ادونوان و پاتریک مک‌گرات (جمهوری‌خواه ایرلندی) در حمایت از کارزار بمب‌گذاری ارتش جمهوری‌خواه ایرلند میان سال‌های ۱۹۳۹ الی ۱۹۴۰ علیه بریتانیا – برنامه خراب‌کاری – نحوه ساخت مواد منفجره را اندکی فرا گرفت. برنامه خراب‌کاری (S-Plan) یک کارزار بمب‌گذاری بود که از سوی ارتش جمهوری‌خواه ایرلند در جریان جنگ در برابر بریتانیای کبیر انجام شد. در جریان این کارزار، ۳۰۰ انفجار صورت گرفت که ۱۰ کشته و ۹۶ زخمی برجای گذاشت. انفجار در ایستگاه ریل میلورتون (۳ ژوئیه ۱۹۳۹) کاری از مک‌نامی بود، چون او در میدلندز غربی انگلستان فعالیت می‌کرد.
مک‌نامی در آوریل ۱۹۳۹ به ایرلند فراخوانده شد و در ۱۱ ژوئن ۱۹۳۹ و به دلیل عضویت در ارتش جمهوری‌خواه ایرلند متهم شناخته شد و به ۶ ماه حبس در زندان کرملین، بلفاست محکوم گردید. سپس در ماه می ۱۹۴۰ از زندان آزاد گردید و به تایرون؛ محل که در آن به یک چهره رهبر تبدیل شده بود، برگشت. مک‌نامی در سال ۱۹۴۱ افسر فرمانده نیروهای شمالی ارتش جمهوری‌خواه ایرلند بود. در ماه مارس ۱۹۴۲، شین مک‌کول، رئیس ستاد ارتش جمهوری‌خواه ایرلند دستگیر و زندانی شد. همین بود که مسؤلیت ارتش جمهوری‌خواه ایرلند به مک‌نامی رسید و او رئیس ستاد ارتش شد.
هرچند، او مدت زیادی را در این سمت سپری نکرد، چون دوباره در ۲۳ می ۱۹۴۲ در شهر دوبلین دستگیر شد و به ۳ سال زندان محکوم گردید تا مدت حبس‌اش را در کوراگ سپری کند؛ زندانی که صدها نفر از سراسر ایرلند به دلیل فعالیت در ارتش جمهوری‌خواه ایرلند از سوی حکومت فیانا فیل (Fianna Fáil) دستگیر و زندانی شده بودند. چون تصمیم گرفته بودند تا ارتش جمهوری‌خواه ایرلند را اجازه ندهند که بی‌طرفی ایرلند را در جریان جنگ جهانی دوم به خطر بیندازد. او در این مدت در کوراگ، زبان ایرلندی و اسپانیایی را آموخت و هنگامی‌که عیسی مسیح را به عنوان «یک انقلابی و سوسیالست» توصیف می‌کرد احساسات برخی زندانیان را برانگیخت. در این مدت بود که مک‌نامی طی گفت‌گوها با اعضای جناح چپ ارتش جمهوری‌خواه ایرلند در زندان به یک تروتسکیست شاخهٔ مارکسیزم مبنی بر آراء لیون تروتسکی مبدل شد.

## اواخر زندگی

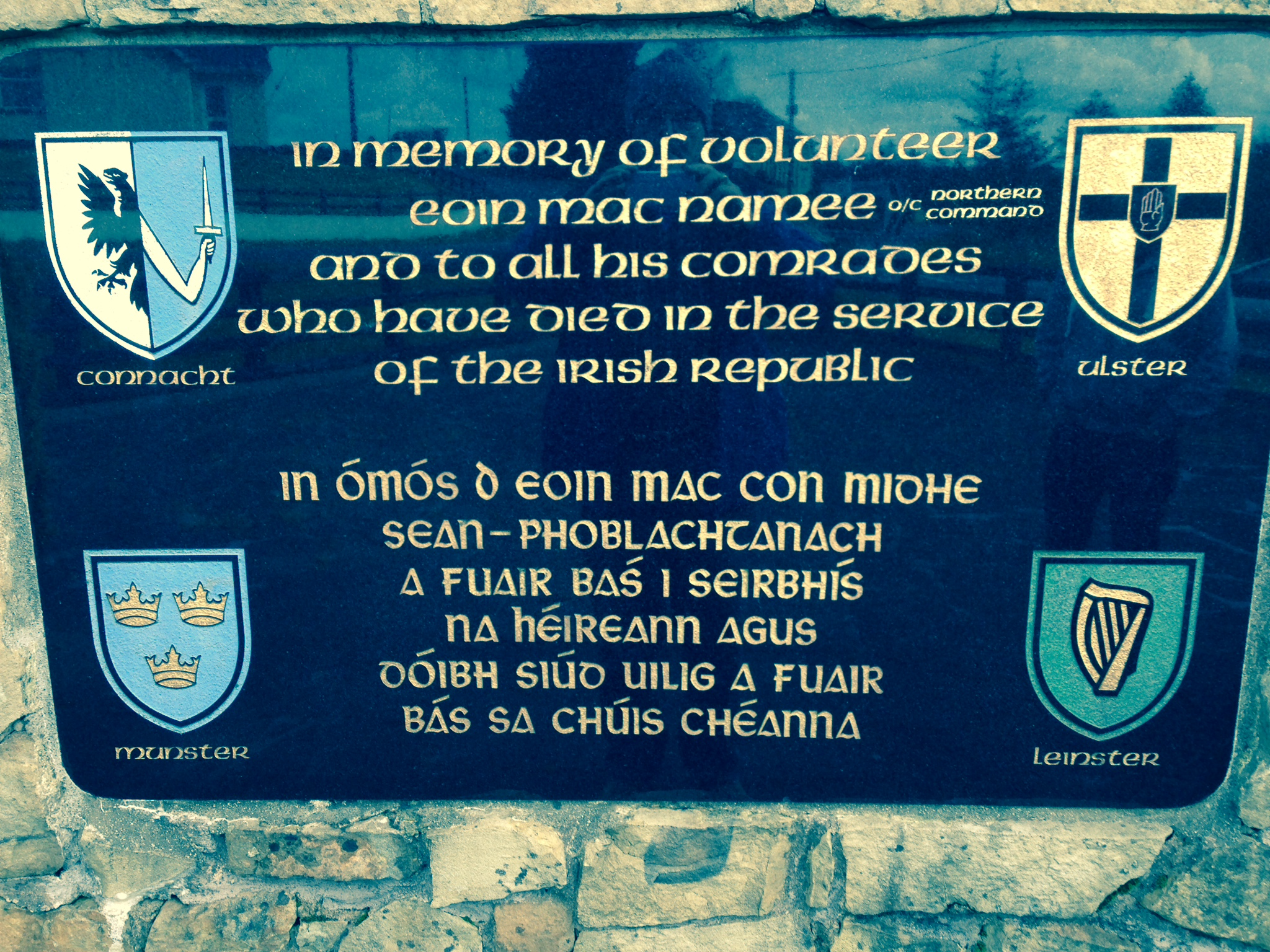
یادبودی برای ائوین مک‌نامی که در شهر تارون قرار دارد.

پس از این‌که او سال‌ها را در زندان کوراگ سپری کرد، به ایالات متحده آمریکا مهاجرت نمود. نخست او به فیلادلفیا عزیمت کرد و سپس به ایالت شیکاگو نقل مکان نمود؛ محل که گمان می‌شود او به عنوان تسهیل‌کننده میان رهبری ارتش جمهوری‌خواه ایرلند و فراهم کنندگان تسلیحات در آمریکا عمل می‌کرد. مک‌نامی یکی دیگری از ایرلندی‌های بود که به‌خاطر ازدواج از شغلش در ارتش دوری نکرد. حتی پس از این‌که او عازم ایالات متحده آمریکا شد، نخست در ایالت فیلادلفیا و سپس در شیکاگو اقامت گزید، بازهم در کنارش کودکان و بازیچه‌ها را نه، بلکه دوستان و همکاران زن و مرد ایرلندی‌اش را جمع کرد که از خود گذشتگی شان در راستای آزادی کامل ایرلند برابر بود به زندگی خود شان. او در سال ۱۹۳۲ به ارتش جمهوری‌خواه ایرلند پیوست و تا آخرین نفس سرباز متعهد و وفادار این گروه باقی ماند. هنگامی‌که ارتش جمهوری‌خواه ایرلند به دو بخش؛ ارتش رسمی جمهوری‌خواه ایرلند و ارتش موقت جمهوری‌خواه ایرلند منقسم شد، او انتخاب کرد تا در کنار ارتش موقت باشد. گفته می‌شود که مک‌نامی دوست نزدیک جورج هریسون، همکار او در ارتش جمهوری‌خواه ایرلند بود. شعبه محلی (cumann) حزب شین فین را به افتخار از تلاش‌های او نام‌گذاری کردند: شعبه محلی ائوین مک‌نامی، کیلدریس، شهر تایرون. یادبودی به پاس خدماتش نیز در چهارراهی آرام در کوه‌های سپرین، زادگاهش شهر تایرون، قرار دارد.

## ارجاعات
1. ↑  Hegarty-Thorne, Kathleen (25 July 2019). "The IRA Chief of Staff who was "unbought, unconquered, and unpurchasable to the last"". IrishCentral.com. Retrieved 27 November 2019.
2. ↑  McKenna, J. (2016), The IRA Bombing Campaign Against Britain, 1939–1940. McFarland, Incorporated Publishers, pg 138, شابک ‎۹۷۸۱۴۷۶۶۲۳۷۲۶
3. ↑  McKenna, pg 196.
4. ↑  Coogan, Tim: The IRA A History. Rinehart Publishers (1993), pg131.
5. ↑  Bell, J. Bower, The Secret Army. New Brunswick, NJ: Transaction Publishers. 1997. p. 187&227. شابک ‎۱۵۶۰۰۰۹۰۱۲
6. ↑  Bell, J. Bowyer (1987). The Gun in Politics: Analysis of Irish Political Conflict, 1916-86. Routledge. ISBN 978-1-351-48168-7. Inside the Curragh, Gould not only offered Russian Language classes to the bored but also the ideological temptations of communism. And he began to have some takers and, given the Curragh, some dissenters as ultimately the Trotskyists, including Eoin McNamee (...) outnumbered the Stalinists. Somehow to them Trotsky seemed more anti-imperialist than Stalin.
7. ↑  Treacy, Matt (2013). The Communist Party of Ireland 1921 - 2011. p. 161. ISBN 978-1-291-09318-6. Boywer Bell claims that Eoin McNamee became a Trotskyist in the Curragh
8. ↑  McKenna, pg167
9. ↑  Holland, John. "IRA Puts On A Hard Face". irishecho.com. irish echo newspaper, Feb 16, 2014. Retrieved 19 November 2014.